# Stade Dr. Agostinho Lourenço
Le Terrain du quartier Padre Cruz (en portugais : Campo Bairro Padre Cruz), auparavant connu sous le nom de Stade Dr. Agostinho Lourenço (en portugais : Estádio Dr. Agostinho Lourenço), est un stade de football portugais situé à Padre Cruz, quartier de Carnide, freguesia de la ville de Lisbonne, la capitale du pays.
Le stade, doté de 1 000 places et inauguré en 1960, sert d'enceinte à domicile aux équipes de football du Clube de Futebol Os Unidos, du Clube Desportivo do Reguengo et de l'Escola Academia Sporting Carnide.
Il porte le nom d'Agostinho Lourenço, un scientifique et docteur du XIXe siècle.

## Histoire
Le stade ouvre ses portes en 1960 sous le nom de Stade Dr. Agostinho Lourenço (en portugais : Estádio Dr. Agostinho Lourenço), du nom d'un illustre scientifique et docteur du XIXe siècle.
En 1991, il change de nom pour le Terrain du quartier Padre Cruz (en portugais : Campo Bairro Padre Cruz), du nom du quartier dans lequel il est situé.